# Joy Gregory
Joy Gregory, née en 1959, est une artiste britannique. Son travail explore les préoccupations liées à la race, au genre et aux différences culturelles dans la société contemporaine. Ses œuvres ont été publiées et exposées à l'international. Certaines font partie des collections du Victoria and Albert Museum et de la collection du gouvernement britannique.

## Biographie

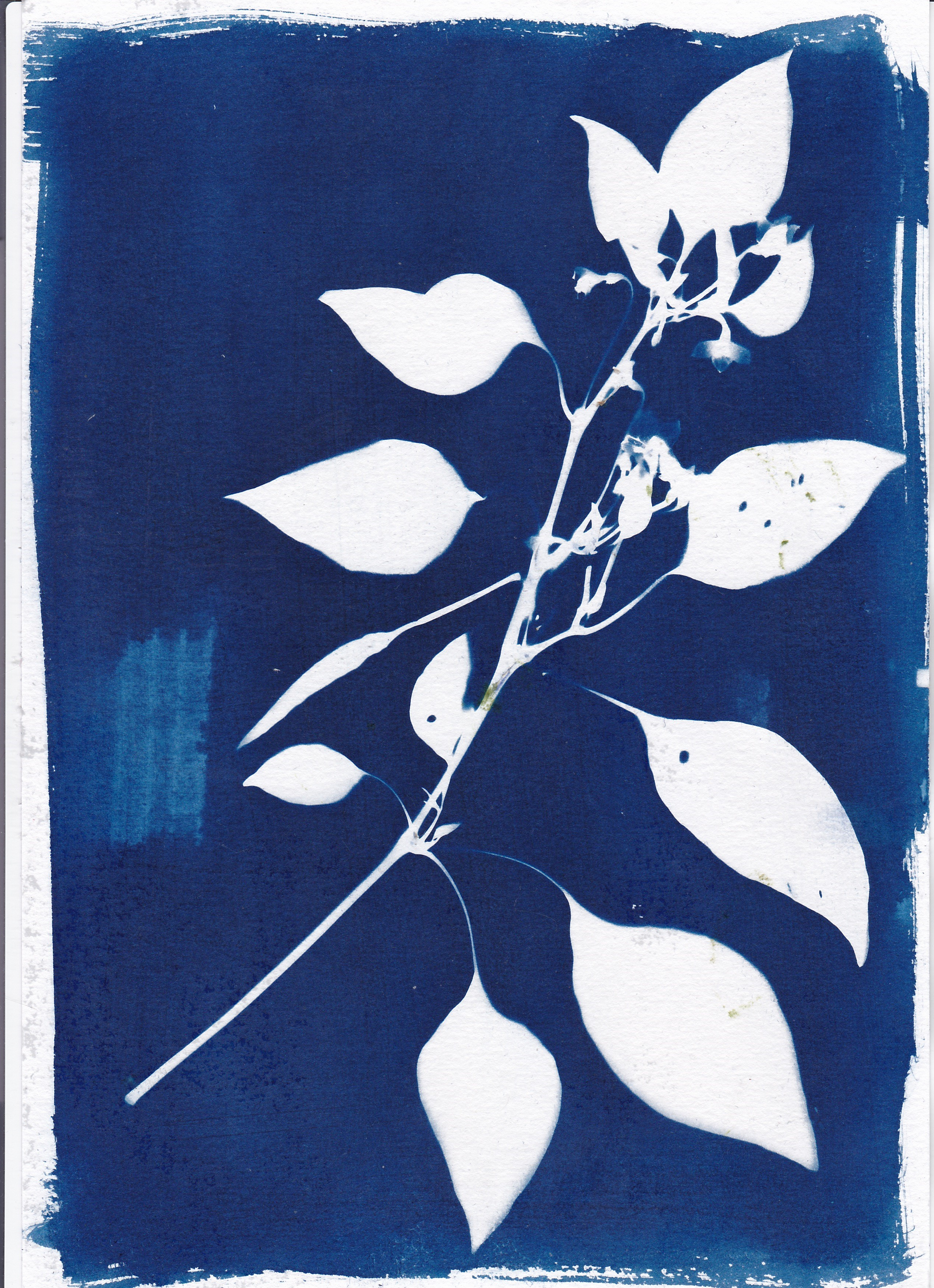
Illustration du procédé photographique appelé cyanotype.

Joy Gregory est née à Bicester, en Angleterre, en 1959 de parents jamaïcains. Elle grandit dans le Buckinghamshire et étudie ensuite à l'Université métropolitaine de Manchester et au Royal College of Art.

## Démarche artistique
Les techniques utilisées par l'artiste vont des installations vidéo numériques aux techniques d'impression victoriennes comme le cyanotype.
À travers son travail, Joy Gregory cherche à définir l'impact du colonialisme sur notre perception de l'esthétique, de l'histoire ou encore des pratiques traditionnelles,.
L'exposition Lost languages and other voices en 2011 à la Impressions Gallery (en) de Bradford est la première grande rétrospective de son travail s'étalant sur plus de 20 ans,.
En 2019, Gregory reçoit une bourse honorifique de la Royal Photographic Society,.
En 2023, Joy Gregory, en association avec la Whitechapel Gallery, remporte le Freeland Award. La galerie accueillera une rétrospective de la carrière de l'artiste à l'automne 2025,. Ce prix, remis par la Fondation Freeland (en), octroi une récompense de 110 000 £ à une galerie afin de mener un projet d'exposition en collaboration avec un artiste. Ce dernier touche une commission de 30 000 £. La galerie accueillera à l'automne 2025 une rétrospective des quarante années de carrière de Joy Gregory, où seront présentés une centaine de ses œuvres tous types de supports confondus.
Joy Gregory a créé le design de la nouvelle carte de poche du métro londonien, diffusé en décembre 2023,, en s'inspirant des projets de jardins des employés de la compagnie TFL, gestionnaire du métro. Ce travail est commissionné par Art on the Underground, un programme dédié à subventionner l'art contemporain dans le métro, soutenu par TFL.
En janvier 2024, elle publie le livre Shining lights qui est une anthologie dédiée aux artistes photographes femmes et noires des années 80 et 90 en Angleterre. Le livre retrace le parcours artistiques de 57 d'entre elles.

### Expositions
- Polareyes: Black Women Photographers, Camden Arts Centre, London, 1987[14]
- Autoportraits, Camerawork, London, 1990[15]
- Ecstatic Antibodies: Resisting the AIDS Mythology, Ikon Gallery, Birmingham, 1990[14]
- Who Do You Take Me For?, Institute of Modern Art, Brisbane, 1992[16]
- 4th Istanbul Biennal, Istanbul, Turkey, 1995[16]
- Blonde, Metro Cinema, London, 1998[17]
- Beauty Project, Pallant House Gallery, Chicester, 1999[réf. nécessaire]
- Lost Languages and other voices, Impressions Gallery, Bradford, 2011[18]

### Collections
Certaines des œuvres de Joy Gregory sont conservées dans les collections permanentes du Musée Victoria et Albert à Londres et dans la collection du gouvernement britannique (en),.

### Publications
- Joy Gregory. Londres : [[:Autograph, Association des Photographes Noirs]] (en), 1994.  (ISBN 9781899282005)
- Objects of beauty. Londres : Autographe, Association des photographes noirs, 2004. (ISBN 9780954281342)
- Shining Lights: Black Women Photographers in 1980s-90s Britain, Londres, Taous Dhamani, 2024, 448 p. (ISBN 978-1-913620-75-2)